# Трагедія на «Айброкс» (1971)
Трагедія на «Айброкс» (англ. Ibrox disaster) — нещасний випадок, що стався на стадіоні «Айброкс» (раніше арена називалася «Айброкс Парк») в шотландському місті Глазго в 1902 році. У результаті 66 осіб загинуло, ще понад 200 отримали поранення.

## Передумови
У 1960-х роках адміністрація стадіону зіткнулася з проблемою — недостатньою шириною сходів поряд з проходом номер 13 (англ. Stairway 13). Даний вихід зі стадіону розташовувався прямо навпроти найближчої до арени станції метро — «Копланд Роуд» (нині носить назву «Айброкс»). Відповідно, після завершення матчів на сходах накопичувалась велика кількість глядачів, охочих швидше виїхати. Так, 16 вересня 1961 року в тисняві загинуло дві людини. Подібні інциденти також відбулися в 1967 і 1969 роках, коли було зафіксовано велику кількість постраждалих, але до жертв справа не доходила. Адміністрації стадіону вдалося вирішити дану проблему шляхом розширення і вдосконалення сходів, але витрати на це за тих часів були колосальні — 150 тисяч фунтів стерлінгів.

## Трагедія
Масштабна трагедія сталася 2 січня 1971 року — в той день на «Айброкс» грався матч непримиренних суперників по «Old Firm» — «Рейнджерс» і «Селтіка», на який прийшло подивитись понад 80 000 фанів.. У самому кінці зустрічі на сходах біля проходу номер 13, де масово виходили сотні вболівальників «джерс», сталася тиснява, в якій загинуло 66 і було поранено близько 200 осіб.
Скупчення людей в цьому місці було обумовлено тим, що в самому кінця матч «Рейнджерс» пропустив гол від Джиммі Джонстона і став програвати 0:1, і фанати глазговців, не бажаючи дивитись невдалу гру своїх улюбленців, масово почали йти зі стадіону. Версії ж причин події розходяться. На самому початку розслідування трагедії висловлювалося припущення, що тиснява сталася після того, як під ноги юрбі впала дитина, яку ніс на плечах його батько. Люди, що стояли навколо, спробували зробити «кільце» навколо дитини, щоб його не задавити. Але публіка, що йшла позаду і не бачила епізод, напирала, і в результаті утворився «затор», що призвів до тисняви.
Більшість свідків, що вижили в цій трагедії, висували іншу версію події. Вже в доданий час зустрічі форвард «джерс» Колін Стін зрівняв рахунок у матчі, принісши «джерс» нічию 1:1. Люди, що йшли в перших рядах по сходах, почувши захоплений рев стадіону, спробували повернутись назад, щоб дізнатися, чим він викликаний. Але задні ряди, не бачачи цього, йшли вперед — люди, що опинилися в середині натовпу, просто виявилися затиснуті з двох сторін. Проведені пізніше експертизи встановили, що більшість жертв загинули від асфіксії. Версія поліції свідчила, що ніякого зіткнення потоків не було і тиснява сталася «через велике скупчення людей на сходах і, як наслідок, обвалення перил».
Через 11 років випадок-близнюк стався в Москві на стадіоні «Лужники» після матчу між місцевим «Спартаком» і нідерландським «Гарлемом». Тиснява забрала життя 66 осіб (таке ж число загиблих було зафіксовано і на «Айброкс»).

## Наслідки
Трагедія призвела до повної реконструкції «Айброкс». В тому ж 1971 році делегація клубу «Рейнджерс» на чолі з наставником команди Вільямом Водделлом відвідала німецький «Вестфаленштадіон» — одну з найбільш безпечних арен того часу. Основною метою візиту було знайомство з новітніми системами безпеки глядачів для їх впровадження на своєму стадіоні. Через три роки реконструкційних робіт три чверті трибун «Айброкс» були замінені на сучасні сидячі місця. Це зменшило місткість арени до 44 тисяч глядачів. У 1990 році наступна реконструкція довела наповненість трибун до 50 тисяч чоловік.

## Меморіали і пам'ять

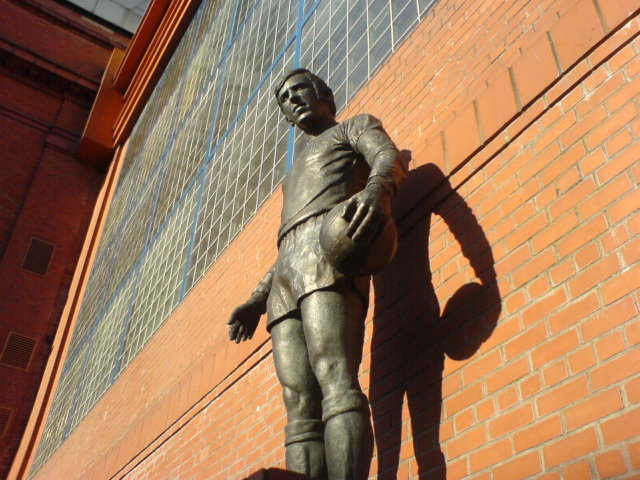
Статуя Джона Грейга, встановлена в пам'ять другої трагедії на «Айброкс»

Протягом багатьох років після трагедії про катастрофу нагадувала лише невелика меморіальна табличка, встановлена на місці тисняви. У 1995 році «Рейнджерс» оприлюднив плани по відкриттю пам'ятника, присвяченого всім нещасним випадкам, що трапилося на «Айброкс». 2 січня 2001 року, на тридцяту річницю трагедії, на розі Головної трибуни і «тераси» «Копланд Роуд» був відкритий великий монумент. На ньому були прикріплені три синіх таблички з іменами загиблих в трьох страшних катастрофах 1902, 1961 і 1971 років. На вершині монумента встановили статую капітана «джерс» в нещасливому матчі 30-річної давності, Джона Грейга.
Рівно через десять років на «Айброкс» знову зустрічалися «Рейнджерс» і «Селтік». На поле команди вивели капітани клубів зразка 1971 року Джон Грейг і Біллі Макнілл (Макнілл не брав участі в тому поєдинку через травму). Відбулася хвилина мовчання, а команди провели матч у траурних пов'язках.